# Куала-Лумпур
Куа́ла-Лу́мпур, также встречается вариант ударения Куа́ла-Лумпу́р (малайск. Wilayah Persekutuan Kuala Lumpur, джави: كوالا لومڤور) — столица и самый крупный город Малайзии.
Население на 2020 год составляет 1 982 112 человек. Мэром (datuk bandar) Куала-Лумпура с 2015 года является Ниш Хишам Ахмад Дахлан.

## Этимология
Поскольку город расположен при слиянии двух рек, его название происходит от малайских слов kuala — «устье реки», lumpur- «ил, грязь», то есть «илистое» или «грязное устье».

## История
Куала-Лумпур был основан в 1857 году. С 1880 по 1978 год — столица Селангора. В январе 1942 года город оккупировала Японская императорская армия. В феврале и марте 1945 года город подвергался бомбардировкам американской авиации. Японцы покинули Куала-Лумпур и всю Малайю в августе 1945 года. Власть отошла в руки британской военной администрации. В 1946—1957 годах одновременно административный центр британской колонии (в 1946—1948 носила название Малайский союз, с 1948 по 1957 годы — Малайская Федерация), в 1957—1963 годах — столица независимой Малайской Федерации, с 1963 года — Малайзии, с 1 февраля 1972 года имеет статус сити (англ. city), с 1974 — статус Федеральной территории.

## География
Город расположен на юго-западе полуострова Малакка в низкогорной долине у слияния рек Кланг и Гомбак.

### Климат
Куала-Лумпур расположен в зоне экваториального климата, с большим количеством осадков (2627 мм в среднем за год). Круглый год жарко и влажно. Обильные осадки идут почти равномерно в течение всего года, кроме июня, июля и августа, когда их становится несколько меньше. Температура в городе никогда не поднимается выше 38,5 °C и никогда не опускается ниже 17,8 °C. Среднесуточные максимумы на уровне 30-33 °C, минимумы 23-25 °C.
| Показатель                    | Янв. | Фев. | Март | Апр. | Май  | Июнь | Июль | Авг. | Сен. | Окт. | Нояб. | Дек. | Год  |
| ----------------------------- | ---- | ---- | ---- | ---- | ---- | ---- | ---- | ---- | ---- | ---- | ----- | ---- | ---- |
| Абсолютный максимум, °C       | 38,0 | 36,2 | 36,7 | 37,2 | 38,5 | 36,3 | 36,3 | 38,0 | 35,8 | 37,0 | 36,0  | 35,5 | 38,5 |
| Средний суточный максимум, °C | 32,0 | 32,8 | 33,1 | 33,1 | 33,0 | 32,8 | 32,3 | 32,3 | 32,1 | 32,0 | 31,7  | 31,5 | 32,4 |
| Средняя температура, °C       | 26,9 | 27,3 | 27,6 | 27,7 | 28,0 | 27,9 | 27,4 | 27,5 | 27,2 | 27,1 | 26,8  | 26,7 | 27,3 |
| Средний суточный минимум, °C  | 23,4 | 23,6 | 24,1 | 24,3 | 24,6 | 24,3 | 23,8 | 23,9 | 23,8 | 24,0 | 23,8  | 23,6 | 23,9 |
| Абсолютный минимум, °C        | 17,8 | 18,0 | 18,9 | 20,6 | 20,5 | 19,1 | 20,1 | 20,0 | 21,0 | 20,0 | 20,7  | 19,0 | 17,8 |
| Норма осадков, мм             | 193  | 198  | 257  | 290  | 197  | 131  | 148  | 162  | 214  | 265  | 321   | 252  | 2627 |
| Источник: Погода и Климат     |      |      |      |      |      |      |      |      |      |      |       |      |      |

## Национальный состав
В городе проживают малайцы — 62 %, китайцы — 22 %, тамилы — 7 %, малаяли — 3 %, телугу — 2 %, бенгальцы — 1 %, джакуны — 0,8 %, ибаны — 0,6 %, сенои — 0,4 %.

## Экономика
Значительный торгово-промышленный и финансовый центр страны. В городе и его окрестностях расположены предприятия по переработке каучука, производству пальмового масла и других пищевых продуктов, сборке автомобилей, электротехнических и электронных изделий, производству сельхозоборудования, металлических изделий, текстиля.
Близ Куала-Лумпура происходит добыча олова и каменного угля. В Куала-Лумпуре находятся государственный центральный банк Банк Негара Малайзия и многие другие крупные банки, фондовая (с 1978 г.) и товарная (с 1980 г.) биржи, правления важнейших государственных организаций, государственных и частных страховых компаний, главные конторы малайзийских филиалов ТНК, различных фирм и предприятий. В городе функционирует метро (т. н. лёгкий рельсовый транзит), монорельс. Куала-лумпурский международный аэропорт (KLIA) в Сепанге (1998).

## Искусство и культура
С 1986 г. по 2004 г. в Куала-Лумпуре раз в два года проводились Международные поэтические чтения, в которых от СССР/России принимали участие Белла Ахмадулина (1988), Елена Танева (2002), Евгений Рейн (2004). В рамках трёхмесячной выставки на рубеже 2011 и 2012 гг. городское управление Куала-Лумпура представило в районе Букит-Бинтанг международный художественный проект United Buddy Bears, покоривший сердца почти 3 млн посетителей.

## Образование
В городе два университета (Университет Малайя и Технологический университет), различные научно-исследовательские учреждения (Институт натурального каучука, Институт тропической медицины и др.), Национальный музей, Музей вооружённых сил, музеи-мемориалы певцу и актёру П. Рамли и бывшему премьер-министру Абдул Разаку, Национальная картинная галерея, Центр народных промыслов «Карьянека», Архив и Национальная библиотека Малайзии.

## Спорт
Спортивные сооружения: спортивный комплекс «Букит Джалил» со стадионом на 100 тыс. мест (1998), стадион «Мердека» (1957, 50 тыс. мест), хоккейный стадион им. Тун Разака (1982, 13 тыс. мест), Дворец спорта «Негара» (1957, 20 тыс. мест), международный автодром Сепанг и др.

## Транспорт
Автомобиль является главным средством передвижения по Куала-Лумпуру. Несмотря на усилия властей по содействию пользованием общественным транспортом, лишь небольшое количество горожан пользуются городским транспортом. предпочитая передвигаться на личном автомобиле. Система городского транспорта Куала-Лумпура достаточно развита: она состоит из автобусов, надземного метро и монорельса. Большая часть общественного транспорта в Куала-Лумпуре принадлежит правительственной компании Rapid-KL. В Rapid-KL входит две линии метро (Light Rail Transit, сокр. LRT), две линии пригородных поездов (KTM Komuter), сеть автобусных маршрутов (RapidKL buses), монорельсовая дорога (Monorail Line), а также две линии электричек до главного терминала международного аэропорта KLIA (KLIA Transit и KLIA Express). Большинство веток железнодорожного транспорта Куала-Лумпура пересекается на Центральном вокзале KL Sentral, представляющий собой крупнейший транспортный центр в малайской столице. Основным видом билетов на общественный транспорт в Куала-Лумпуре служат проездные, представляющие собой накопительные карточки различного достоинства (на одну поездку, весь день, неделю и т. д.). Существует возможность проезда на автобусах, монорельсовой дороге и метро LRT по единому проездному.

### Пригородные поезда (KTM)
Две линии KTM соединяют центральную, северную и южную части Куала-Лумпура с пригородными районами. Также существует возможность добраться до некоторых соседних городов штата. Поезда KTM отправляются каждые 10-20 минут. На некоторых станциях существует возможность пересадки на лёгкое метро (LRT). В специальных кассах и автоматах на станциях продаются проездные на срок от одного дня до месяца. Также можно приобрести одноразовый билет. В вагонах находятся интерактивные схемы движения поезда.

### Городское метро (Light Rail Transit или LRT Rail)
Несмотря на название, маршруты, в основном, проходят на возвышенных бетонных эстакадах, и только центральные станции находятся под землёй. Метро Куала-Лумпура состоит из двух линий, которые обслуживаются государственным перевозчиком Rapid-KL. Поезда метро работают без машинистов, то есть под автоматическим управлением Универсальные проездные билеты и жетоны на проезд в LRT продаются в кассах и специальных автоматах на станциях. Возможно приобрести одноразовый билет либо проездной (накопительную карту). Контроль билетов происходит на входе и выходе из станций метро. Поезда лёгкого метро ходят с интервалом от 6 до 10 минут.

### Монорельсовая система
Монорельсовая дорога проходит по надземной эстакаде и ограничивается, во основном, центральными районами города. Протяжённость монорельсовой дороги 8,6 км, насчитывает 11 станций, маршрут проходит на двух параллельных возвышенных эстакадах. На каждой станции монорельса имеются автоматы по продаже билетов и кассы, контроль билетов производится при входе и при выходе. Монорельс подходит также к Центральному вокзалу KL Sentral, где пассажиры могут пересесть на скоростной экспресс, следующий в международный аэропорт Куала-Лумпура.

### Городские автобусы
Движение автобусов в Куала-Лумпуре организует в основном главный государственный перевозчик Rapid-KL, однако существуют и другие мелкие компании. Территория, покрываемая маршрутами автобусов Rapid-KL, разделена на 6 зон и стоимость проезда зависит от количества пересечённых по пути зон. Билеты обычно приобретают в салоне у водителя или контролёра. Существует система туристических маршрутных автобусов, курсирующих по главным достопримечательностям города. Также существуют четыре автобусных маршрута, проезд по которым бесплатен. Бесплатные маршруты обозначаются разными цветами (красный, синий, зелёный и фиолетовый). У них есть общие остановки, на которых можно сменить маршрут. Данные автобусы ходят с 9:00 в будни и с 10:00 в выходные, до 23:00.

### Междугородный транспорт
Город обслуживается двумя аэропортами. Аэропорт Султана Абдул Азизи Шаха долгое время был единственным в стране международным аэропортом, до открытия в 1998 году Международного аэропорта Куала-Лумпура. Также в городе находится Центральный железнодорожный вокзал. К западу от Куала-Лумпура расположен порт Кланг, являющийся крупнейшим портом Малайзии и одним из самых крупных портов в мире. Порт Кланг обслуживает около 60 % торгового оборота Малайзии. Помимо этого, Куала-Лумпур имеет обширную дорожную сеть, которая соединяет его с остальной частью полуострова Малакка.

## Достопримечательности
Основные туристические места Куала-Лумпура включают башни Петронас, торговый район Букит Бинтанг, телебашню Менара Куала-Лумпур, улицу Петалинг (Китайский квартал), площадь Независимости, железнодорожный вокзал Куала-Лумпура, здание Парламента, Национальный дворец (Истана Негара), Национальный планетарий, Национальный научный центр, Национальную художественную галерею, Дворец Культуры, Национальный музей, Королевский музей, Национальный музей текстиля, Музей исламского искусства, Музей Телеком, Музей Королевской полиции Малайзии, Национальная мечеть Малайзии (Негара), Вилайят-Персекутуан, Здание султана Абдул-Самада, Городской театр DBKL (Пангунг Бандарая), Медан Пасар, Центральный рынок, Куала-лумпурский парк птиц, Куала-лумпурский парк бабочек, Аквариа KLCC, Салома Линк (Пинтасан Салома), Национальный монумент и религиозные объекты, мечеть Масджид-Джаме, храм Теан Хоу и буддийская Маха Вихара в Брикфилдс.

### Архитектурные достопримечательности
В Куала-Лумпуре богато представлены различные архитектурные стили.

#### Неомавританский стиль (архитектура моголов)
Основной ансамбль зданий (Бывший Главпочтамт, бывший Верховный суд, Здание городского театра и Здание султана Абдул-Самада) расположен на Dataran Merdeka (площади Независимости), при колониальном правлении служившей полем для крикета.
По соседству с площадью расположены Национальный музей текстиля и мечеть Джамек.
Южнее площади, на улице султана Хисамуддина, друг напротив друга расположены Старый железнодорожный вокзал и Штаб-квартира малайзийских железных дорог (KTM Berhad).
Все здания возведены в период конца XIX — начала XX веков.
- Здание султана Абдул-Самада
- Здание султана Абдул-Самада ночью
- Старый железнодорожный вокзал
- Штаб-квартира малайзийских железных дорог

#### Тюдорский стиль
Также на площади Независимости расположены 2 здания в стиле тюдорского возрождения: клуб Royal Selangor и англиканский кафедральный собор Святой Мэри (St Mary’s Cathedral).
- Клуб Royal Selangor

#### Викторианский стиль
- Carcosa Seri Negara — ранее дворец, а теперь элитный отель в глубинах большого озёрного парка (Taman Tasik Perdana).
- Туристический центр Малайзии и генеральное консульства Пакистана друг напротив друга на улице Ампанг.
- Часовая башня.
- Музей национальной истории и городская библиотека на Площади независимости, с элементами неомавританского стиля от других зданий площади.

#### Неоготика
- Церковь священного розария (Holy Rosary Church) в районе Brickfields
- Католический кафедральный собор Святого Иоанна (St. John’s Cathedral)

#### Исламская архитектура
Наиболее широко исламские мотивы представлены в архитектуре мечетей, из которых можно выделить мечеть Федеральной территории (самая вместительная мечеть города), Национальную мечеть, мечеть Усады бин Заида в районе Wangsa Maju, As-Syakirin в парке KLCC, Yayasan Al-Bukhary у станции Hang Tuah.
Похожими на мечети выстроены здания планетария и музея исламского искусства, с минаретом и куполом.
Исламские элементы также встречаются в архитектуре Комплекса Даябуми и Телебашни Куала-Лумпура (421 м, уступает башням Tokyo Sky Tree в Токио (Япония) 634 м, CN в Торонто (Канада) 553 м, Останкинской телебашни в Москве (Россия) 540 м, Жемчужине Востока в Шанхае (Китай) 468 м, Бордже Милад в Тегеране (Иран) 435 м).
- Комплекс Даябуми
- Национальная мечеть
- Телебашня Куала-Лумпура
- Мечеть Yayasan Al-Bukhary

#### Малайские мотивы
Начиная с 1980-х годов, в городе возводятся здания с традиционными малайскими элементами в дизайне.
- Башня Maybank, штаб-квартира одноимённого банка, выполненный в форме малайского кинжала Keris.
- Башня «Менара Телеком», штаб-квартира TM Group, выполнена в виде наклонённой части бамбукового дерева.
- Формой малайских головных уборов вдохновлены здания дворца культуры (Istana Budaya) и здание национальной библиотеки.
- Здание национального музея выполнено в стиле народности минангкабау, живущей на острове Суматра в Индонезии и в малайском штате Негри-Сембилан.
- Здание штаб-квартиры Tabung Haji (фонда организации паломничества в Мекку) выполнено в форме малайского барабана.

- Здание национальной библиотеки
- «Менара Телеком»
- Дворец культуры (Istana Budaya)
- Башня Maybank
- Национальный музей

#### Поздний модернизм и постмодернизм
- Merdeka 118— сверхвысокое здание высотой в 678,9 м. Является вторым по высоте зданием в мире после Бурдж-Халифа и самым высоким зданием и сооружением в Малайзии.
- Башни Петронас (452 м, 88 этажей), штаб-квартира одноимённой нефтяной компании, представляют в разрезе исламскую восьмиконечную звезду со скруглёнными углами.
- Выставочный центр Куала-Лумпура.
- Большое число небоскрёбов.

- Merdeka 118
- Башни Петронас ночью
- Галерея Стархила[англ.]
- Один из шопинг-центров Куала-Лумпура
- Конференц-центр Куала-Лумпура[англ.]

#### Прочие стили
- Индуистская культовая архитектура представлена храмами Шри-Махамариамман в китайском квартале, Sri Kandanswamy в районе Brickfields и храмовым комплексом в карстовых пещерах «Бату Кейвс» в окрестностях города.
- Китайская культовая архитектура представлена храмами Тянь Хоу, Син Сзе Си Я, Пу Лин и другими менее крупными.
- Здание театра Coliseum выстроен в стиле ар-деко.
- Здание музея телекоммуникаций выполнено в стиле неоклассицизма.
- Примечательным зданием колониальной эпохи является здание средней школы мальчиков Фонда Святого Джона.
- Рядовая застройка старого города после пожара и наводнения в конце XIX века выполнена в стиле домов-магазинов, характерном для южного Китая.

- Средняя школа мальчиков фонда Святого Джона.
- Фасад домов-магазинов.
- Фасад домов-магазинов.
- Berjaya Times Square
- Деловой район Куала-Лумпура

### Прочие достопримечательности
- 5 крупных парков (самый значительный — Taman Tasik Perdana («Центральный озёрный парк» по-малайски) с парком орхидей, парком бабочек, парком птиц, Национальной мечетью, Музеем исламского искусства, Национальным монументом, лодочными станциями, спортивными и детскими площадками, открытой эстрадой) и большое число скверов,
- огромный зоопарк «Zoo Negara» в пригороде.
- охраняемые участки девственного леса на некоторых холмах (Bukit Nanas).
- китайский квартал.
- ремесленный комплекс с музеем (Kompleks Kraf).
- туристический центр фабрики Royal Selangor.
- малайская деревня Kampung Bahru в центре города.
- мемориальный музей П. Рамли.
- Парк Темплера (Templer Park) — в окрестностях[19].
- Галерея Вэй-Линг

- Сеть над парком птиц
- Пруд с фламинго
- Солнечная аратинга
- Большой тукан
- Рекреационная парковая зона в Международном аэропорту Куала-Лумпура

## Города-побратимы
- Анкара, Турция[20]
- Касабланка, Марокко[21]
- Ченнаи, Индия[22]
- Дубай, ОАЭ[23]
- Исфахан, Иран[24]
- Карачи, Пакистан[25]
- Лондон, Великобритания[26]
- Малакка, Малайзия[23]
- Мешхед, Иран[27]